# Clinteria surenderi
Clinteria surenderi är en skalbaggsart som beskrevs av Legrand 2005. Clinteria surenderi ingår i släktet Clinteria och familjen Cetoniidae. Inga underarter finns listade i Catalogue of Life.